# Puccini for Beginners
Puccini for Beginners är en amerikansk film från 2006 skriven och regisserad av Maria Maggenti.

## Rollista
- Elizabeth Reaser — Allegra
- Gretchen Mol — Grace
- Justin Kirk — Philip
- Jennifer Dundas — Molly
- Julianne Nicholson — Samantha